# 藤井千尋
藤井 千尋（ふじい ちひろ、1837年3月22日（天保8年2月16日） - 1900年（明治33年）3月15日）は、幕末勤王の志士、明治期の内務官僚・神職。第一次奈良県権令。幼名・弘助、明治3年（1870年）に「千尋」と改名。

## 経歴
上野国群馬郡、後の群馬県西群馬郡滝川村（現高崎市）で生まれる。貧困のため、父と江戸に出て商家で働く。二十歳頃に幕府御馬所見習となり、馬術などを修業。尊王思想を抱き、幕府の追及から逃れるため「群馬隼人」と名前を変えて各地で遊説した。
明治維新後、明治2年6月4日（1869年7月12日）、徴士弾正台大巡察に任官。以後、監督司出仕・十等官、地方巡察、堺県大参事、同県権参事、同参事などを歴任。1873年11月、奈良県権令に就任。1875年6月から1876年2月まで五等判事を兼務した。1876年4月に奈良県が堺県に統合され廃官となった。
1882年11月から翌年5月まで、大阪府豊島・能勢郡長を務めた。1886年11月、大阪府の生國魂神社宮司に就任。